# 黑沟镇
黑沟镇，是中华人民共和国辽宁省丹东市东港市下辖的一个乡镇级行政单位。

## 行政区划
黑沟镇下辖以下地区：
黑沟村、柳河村、东土城村、王家店村、土门子村、卧龙屯村、大柴沟村、王家岭村、羊山村和朝阳村。